# Lijst van de top 3 per week in De Afrekening in 2012
Deze nummers stonden in 2012 op de eerste drie plaatsen in De Afrekening van Studio Brussel:
| Datum        |                     | Artiest               | Titel               |                     | Artiest                  | Titel                      |  | Artiest | Titel |
| 7 januari    | The Black Keys      | Lonely Boy            | dEUS                | Ghost               | Selah Sue                | Summertime                 |  |         |       |
| 14 januari   | The Black Keys      | Lonely Boy            | dEUS                | Ghost               | Smith & Burrows          | When The Thames Froze      |  |         |       |
| 21 januari   | The Black Keys      | Lonely Boy            | dEUS                | Ghost               | / Gotye                  | Eyes Wide Open             |  |         |       |
| 28 januari   | The Black Keys      | Lonely Boy            | The Vaccines        | Wetsuit             | / Gotye                  | Eyes Wide Open             |  |         |       |
| 4 februari   | The Black Keys      | Lonely Boy            | The Vaccines        | Wetsuit             | Michael Kiwanuka         | Home Again                 |  |         |       |
| 11 februari  | Michael Kiwanuka    | Home Again            | The Black Keys      | Lonely Boy          | The Vaccines             | Wetsuit                    |  |         |       |
| 18 februari  | Michael Kiwanuka    | Home Again            | The Black Keys      | Lonely Boy          | School is Cool           | Warpaint                   |  |         |       |
| 25 februari  | Michael Kiwanuka    | Home Again            | School is Cool      | Warpaint            | The Black Keys           | Lonely Boy                 |  |         |       |
| 3 maart      | School is Cool      | Warpaint              | Michael Kiwanuka    | Home Again          | Netsky                   | Give & Take                |  |         |       |
| 10 maart     | School is Cool      | Warpaint              | Netsky              | Give & Take         | Michael Kiwanuka         | Home Again                 |  |         |       |
| 17 maart     | School is Cool      | Warpaint              | Triggerfinger       | I Follow Rivers     | The Black Keys           | Gold on the Ceiling        |  |         |       |
| 24 maart     | The Black Keys      | Gold On The Ceiling   | School is Cool      | Warpaint            | Triggerfinger            | I Follow Rivers            |  |         |       |
| 31 maart     | Triggerfinger       | I Follow Rivers       | The Black Keys      | Gold On The Ceiling | The Shins                | Simple Song                |  |         |       |
| 7 april      | Triggerfinger       | I Follow Rivers       | The Black Keys      | Gold On The Ceiling | Absynthe Minded          | Space                      |  |         |       |
| 14 april     | Triggerfinger       | I Follow Rivers       | The Black Keys      | Gold On The Ceiling | Absynthe Minded          | Space                      |  |         |       |
| 21 april     | Absynthe Minded     | Space                 | Triggerfinger       | I Follow Rivers     | Alabama Shakes           | Hold on                    |  |         |       |
| 28 april     | Absynthe Minded     | Space                 | Alabama Shakes      | Hold on             | dEUS                     | Keep You Close             |  |         |       |
| 5 mei        | Alabama Shakes      | Hold on               | dEUS                | Keep You Close      | Absynthe Minded          | Space                      |  |         |       |
| 12 mei       | Alabama Shakes      | Hold on               | Of Monsters and Men | Little Talks        | dEUS                     | Keep You Close             |  |         |       |
| 19 mei       | Django Django       | Default               | Of Monsters and Men | Little Talks        | Alabama Shakes           | Hold on                    |  |         |       |
| 26 mei       | Of Monsters and Men | Little Talks          | Django Django       | Default             | dEUS                     | Keep You Close             |  |         |       |
| 2 juni       | Of Monsters and Men | Little Talks          | Django Django       | Default             | Arctic Monkeys           | R U Mine                   |  |         |       |
| 9 juni       | Of Monsters and Men | Little Talks          | Arctic Monkeys      | R U Mine            | Selah Sue                | Crazy Sufferin' Style      |  |         |       |
| 16 juni      | Selah Sue           | Crazy Sufferin' Style | Of Monsters and Men | Little Talks        | Arctic Monkeys           | R U Mine                   |  |         |       |
| 23 juni      | Selah Sue           | Crazy Sufferin' Style | Arctic Monkeys      | R U Mine            | Sam Sparro               | Happiness (magician remix) |  |         |       |
| 30 juni      | Arctic Monkeys      | R U Mine              | dEUS                | Quatre Mains        | Selah Sue                | Crazy Sufferin' Style      |  |         |       |
| 7 juli       | dEUS                | Quatre Mains          | Arctic Monkeys      | R U Mine            | / Major Lazer            | Get Free                   |  |         |       |
| 14 juli      | dEUS                | Quatre Mains          | / Major Lazer       | Get Free            | School is Cool           | The Underside              |  |         |       |
| 21 juli      | / Major Lazer       | Get Free              | School is Cool      | The Underside       | dEUS                     | Quatre Mains               |  |         |       |
| 28 juli      | / Major Lazer       | Get Free              | School is Cool      | The Underside       | Florence and the Machine | Spectrum                   |  |         |       |
| 4 augustus   | / Major Lazer       | Get Free              | Muse                | Survival            | School is Cool           | The Underside              |  |         |       |
| 11 augustus  | Muse                | Survival              | / Major Lazer       | Get Free            | Ben Howard               | The Fear                   |  |         |       |
| 18 augustus  | Muse                | Survival              | Ben Howard          | The Fear            | The Killers              | Runaways                   |  |         |       |
| 25 augustus  | Muse                | Survival              | The Killers         | Runaways            | Bloc Party               | Octopus                    |  |         |       |
| 1 september  | The Killers         | Runaways              | Bloc Party          | Octopus             | Muse                     | Survival                   |  |         |       |
| 8 september  | The Killers         | Runaways              | Netsky              | Love Has Gone       | Bloc Party               | Octopus                    |  |         |       |
| 15 september | Bloc Party          | Octopus               | The Killers         | Runaways            | Mumford & Sons           | I Will Wait                |  |         |       |
| 22 september | Muse                | Madness               | Mumford & Sons      | I Will Wait         | Bloc Party               | Octopus                    |  |         |       |
| 29 september | Muse                | Madness               | Mumford & Sons      | I Will Wait         | dEUS                     | The Soft Fall              |  |         |       |
| 6 oktober    | Mumford & Sons      | I Will Wait           | Muse                | Madness             | Selah Sue                | Fade Away                  |  |         |       |
| 13 oktober   | Mumford & Sons      | I Will Wait           | Selah Sue           | Fade Away           | Foo Fighters             | Back & Forth               |  |         |       |
| 20 oktober   | Selah Sue           | Fade Away             | Foo Fighters        | Back & Forth        | Mumford & Sons           | I Will Wait                |  |         |       |
| 27 oktober   | Foo Fighters        | Back & Forth          | Selah Sue           | Fade Away           | The Van Jets             | Danger Zone                |  |         |       |
| 10 november  | Foo Fighters        | Back & Forth          | The Van Jets        | Danger Zone         | The xx                   | Chained                    |  |         |       |
| 17 november  | The Van Jets        | Danger Zone           | Foo Fighters        | Back & Forth        | Goose                    | Control                    |  |         |       |
| 24 november  | Goose               | Control               | The Van Jets        | Danger Zone         | The xx                   | Chained                    |  |         |       |
| 1 december   | Goose               | Control               | The xx              | Chained             | SX                       | Gold                       |  |         |       |
| 8 december   | The xx              | Chained               | Goose               | Control             | SX                       | Gold                       |  |         |       |

- Nederland (Top 40)
- Nederland (Single Top 100)
- Nederland (3FM Mega Top 50)
- Nederland (iTunes Top 30)
- Nederland (Graadmeter)
- Vlaanderen (Radio 2 Top 30)
- Vlaanderen (Ultratop 50)
- Vlaanderen (Top 30 van Ultratop)
- Vlaanderen (De Afrekening)
- Wallonië
- Australië
- Canada
- Denemarken
- Duitsland
- Finland
- Frankrijk
- Ierland
- Italië
- Luxemburg
- Nieuw-Zeeland
- Noorwegen
- Oostenrijk
- Polen
- Portugal
- Spanje
- Verenigd Koninkrijk
- Verenigde Staten (Hot 100)
- Zweden
- Zwitserland